# Абрамян, Гагик Аршавирович
Га́гик Аршави́рович Абрамя́н (арм. Գագիկ Արշավիրի Աբրահամյան, 20 января 1956, село Малишка, Ехегнадзорский район) — депутат парламента Армении, один из братьев Ара Абрамяна.
- 1972—1977 — Ереванский политехнический институт по специальности инженер по радиоэлектронике.
- 1977—1980 — инженер-технолог на Ереванском заводе «Электрон».
- 1980—1981 — инженер-технолог Малишского производственного отдела того же завода.
- 1981—1982 — заместитель начальника производственного отдела на заводе «Нейрон» п\о «Двин», а с 1982—1984 — начальник производственного отдела.
- 1984—1993 — директор Малишского филиала «Двин».
- 1993—1998 — директор ЗАО «Шогакн».
- 1998—2007 — основал и возглавил совет директоров ЗАО «Ди Си Эй» (Армянская бриллиантовая ассоциация)[1].
- 2001—2007 — председатель совета директоров ЗАО «Ди Си Эй».
- 1990—1995 — депутат Верховного Совета Армении.
- 1995—1999 — вновь депутат парламента. Член постоянной комиссии по финансово-бюджетным, кредитным и экономическим вопросам. Член «АОД».
- 2002—2004 — назначен генеральным консулом Армении в Республике Корея.
- С 2006 — избран председателем международной ассоциации армянских ювелиров в Швейцарии.
- 12 мая 2007 — вновь избран депутатом парламента. Член постоянной комиссии по государственно-правовым вопросам. Член РПА.

## Награды
- Орден Дружбы (Россия, 22 сентября 2015 года) — за большой вклад в укрепление дружбы и сотрудничества с Российской Федерацией, развитие экономических и культурных связей[2]